# Saint-Sulpice-de-Pommeray
Saint-Sulpice-de-Pommeray è un comune francese di 1 863 abitanti situato nel dipartimento del Loir-et-Cher nella regione del Centro-Valle della Loira.

## Società

### Evoluzione demografica
Abitanti censiti